# Danmarks Ferguson Museum
Danmarks Ferguson Museum er et privatejet teknisk museum, der udstiller traktorer af mærket Massey Ferguson. Det ligger i Stourup ved Juelsminde sydøst for Horsens.
Museet har eksisteret siden 2000, og det rummer verden største samling af Ferguson-traktorer og -redskaber. Samlingens ældste maskine er en Ford T fra 1919, mens selve traktorsamlingen består af en Ferguson-maskine fra 1939 og frem til 1970'erne. Derudover er der flere specialmodeller til bl.a. arbejde i vinmarker og plantager, industritraktorer og militærmodeller. Desuden findes en kopi af den maskine, som Edmund Hillary brugte til at nå til Sydpolen i 1958, samt en militærambulance fra 1943, en russisk kopi af BMW motorcykel, en Ferguson bus, cykler, knallerter, damptromler, dieseltromler og lastbiler fra det tidligere Danmarks Vej- og Bromuseum i Holbæk.